# Liste des distinctions de Violetta
Violetta est une série télévisée argentine, voici la liste des distinctions qu'elle a reçues.

## Kid's Choice Awards

### Nickelodeon Kids' Choice Awards
| Année | Catégorie               | Nomination       | Résultats  | Source |
| ----- | ----------------------- | ---------------- | ---------- | ------ |
| 2013  | Artiste Latine Favorite | Martina Stoessel | Nomination | [ 1 ]  |

### Nickelodeon Argentina Kids' Choice Awards
| Année | Catégorie                     | Nomination            | Résultats  | Source |
| ----- | ----------------------------- | --------------------- | ---------- | ------ |
| 2012  | Série TV préférée             | Violetta              | Nomination | [ 2 ]  |
| 2012  | Acteur préféré                | Pablo Espinosa        | Lauréat    | [ 2 ]  |
| 2012  | Méchante Favorite             | Mercedes Lambre       | Lauréat    | [ 2 ]  |
| 2012  | Révélation féminine           | Martina Stoessel      | Lauréat    | [ 2 ]  |
| 2013  | Série TV préférée             | Violetta              | Lauréat    | [ 3 ]  |
| 2013  | Acteur TV favoris             | Jorge Blanco          | Nomination | [ 3 ]  |
| 2013  | Actrice TV favorite           | Martina Stoessel      | Nomination | [ 3 ]  |
| 2013  | Actrice TV favorite           | Lodovica Comello      | Nomination | [ 3 ]  |
| 2013  | Meilleur second rôle masculin | Samuel Nascimento     | Lauréat    | [ 3 ]  |
| 2013  | Méchante favorite             | Mercedes Lambre       | Lauréat    | [ 3 ]  |
| 2013  | Révélation masculine          | Xabiani Ponce De León | Nomination | [ 3 ]  |
| 2014  | Série préférée                | Violetta              | Nomination |        |
| 2014  | Acteur favoris                | Jorge Blanco          | Nomination |        |
| 2014  | Actrice favorite              | Mercedes Lambre       | Nomination |        |
| 2014  | Acteur secondaire favoris     | Diego Domínguez       | Lauréat    |        |
| 2014  | Meilleure tournée             | Violetta en vivo      | Nomination |        |

### Nickelodeon Colombiana Kids' Choice Awards
| Année | Catégorie           | Nomination       | Résultats  | Source |
| ----- | ------------------- | ---------------- | ---------- | ------ |
| 2014  | Actrice TV favorite | Martina Stoessel | Lauréat    |        |
| 2014  | Acteur TV favori    | Jorge Blanco     | Lauréat    |        |
| 2014  | Meilleure Méchante  | Mercedes Lambre  | Lauréat    |        |
| 2014  | Série TV préférée   | Violetta         | Nomination |        |

### Nickelodeon Mexico Kids' Choice Awards
| Année | Catégorie                      | Nomination       | Résultats  | Source |
| ----- | ------------------------------ | ---------------- | ---------- | ------ |
| 2013  | Acteur préféré                 | Jorge Blanco     | Lauréat    | [ 4 ]  |
| 2013  | Série TV favorite              | Violetta         | Nomination | [ 4 ]  |
| 2013  | Méchante préférée              | Mercedes Lambre  | Nomination | [ 4 ]  |
| 2013  | Meilleure second rôle masculin | Pablo Espinosa   | Nomination | [ 4 ]  |
| 2013  | Meilleure second rôle féminine | Clara Alonso     | Nomination | [ 4 ]  |
| 2014  | Série TV préférée              | Violetta         | Nomination |        |
| 2014  | Acteur TV favori               | Jorge Blanco     | Lauréat    |        |
| 2014  | Actrice TV favorite            | Martina Stoessel | Nomination |        |
| 2014  | Meilleure Selfie               | Martina Stoessel | Nomination |        |
| 2014  | Meilleure tournée              | Violetta En Vivo | Nomination |        |
| 2014  | Vilain favori                  | Diego Domínguez  | Nomination |        |

## Martín Fierro Awards
| Année | Catégorie                             | Nomination       | Résultats | Source |
| ----- | ------------------------------------- | ---------------- | --------- | ------ |
| 2013  | Meilleure programme pour enfants/ados | Violetta         | Lauréat   | [ 5 ]  |
| 2013  | Révélation féminine                   | Martina Stoessel | Lauréat   | [ 5 ]  |

## Premios Gardel
| Année | Catégorie                       | Nomination  | Résultats | Source |
| ----- | ------------------------------- | ----------- | --------- | ------ |
| 2013  | Meilleure bande-son de série TV | En mi Mundo | Lauréat   | [ 6 ]  |